# Kankanawadi, Jamkhandi
Kankanawadi là một làng thuộc tehsil Jamkhandi, huyện Bagalkot, bang Karnataka, Ấn Độ.